# Rochedo de Minas
Rochedo de Minas est une municipalité brésilienne de l'État du Minas Gerais et la microrégion de Juiz de Fora.